# Twenty (álbum de Taking Back Sunday)
Twenty es el primer álbum de grandes éxitos de la banda estadounidense Taking Back Sunday. Fue lanzado el 11 de enero de 2019 a través del sello discográfico Craft Recordings. Su lanzamiento marca el 20 aniversario de la banda, e incluye dos nuevas grabaciones, "All Ready to Go" y "A Song for Dan". La banda también se embarcará en una gira mundial en apoyo del álbum.

## Lista de canciones
| N.º | Título                                     | Escritor(es) | Original álbum               | Duración |  |
| 1.  | «Cute Without the 'E' (Cut from the Team)» |              | Tell All Your Friends (2002) | 3:33     |  |
| 2.  | «You're So Last Summer»                    |              | Tell All Your Friends        | 3:01     |  |
| 3.  | «Timberwolves at New Jersey»               |              | Tell All Your Friends        | 3:25     |  |
| 4.  | «A Decade Under the Influence»             |              | Where You Want to Be (2004)  | 4:08     |  |
| 5.  | «Set Phasers to Stun»                      |              | Where You Want to Be         | 3:04     |  |
| 6.  | «One-Eighty by Summer»                     |              | Where You Want to Be         | 3:55     |  |
| 7.  | «Liar (It Takes One to Know One)»          |              | Louder Now (2006)            | 3:11     |  |
| 8.  | «MakeDamnSure»                             |              | Louder Now                   | 3:32     |  |
| 9.  | «What's It Feel Like to Be a Ghost?»       |              | Louder Now                   | 3:44     |  |
| 10. | «My Blue Heaven»                           |              | Louder Now                   | 4:09     |  |
| 11. | «Sink into Me»                             |              | New Again (2009)             | 3:04     |  |
| 12. | «Everything Must Go»                       |              | New Again                    | 4:42     |  |
| 13. | «Faith (When I Let You Down)»              |              | Taking Back Sunday (2011)    | 3:09     |  |
| 14. | «Call Me in the Morning»                   |              | Taking Back Sunday           | 3:59     |  |
| 15. | «Flicker, Fade»                            |              | Happiness Is (2014)          | 4:34     |  |
| 16. | «Better Homes and Gardens»                 |              | Happiness Is                 | 3:54     |  |
| 17. | «Tidal Wave»                               |              | Tidal Wave (2016)            | 2:34     |  |
| 18. | «You Can't Look Back»                      |              | Tidal Wave                   | 4:29     |  |
| 19. | «Call Come Running»                        |              | Tidal Wave                   | 3:14     |  |
| 20. | «All Ready to Go»                          |              | Inédito                      | 3:59     |  |
| 21. | «A Song for Dan»                           |              | Inédito                      | 4:59     |  |